# Peter den store
För andra betydelser, se Peter den store (olika betydelser).
Peter I, fullständigt namn Pjotr Aleksejevitj Romanov (ryska: Пётр I Алексеевич, "Pjotr I Aleksejevitj"), även känd som Peter den store (ryska: Пётр Великий, Pjotr Velikij), född 9 juni (enl. nya stilen; 30 maj enl. g.s.) 1672 i Moskva, död 8 februari (enl. nya stilen; 28 januari enl. g.s.) 1725 i Sankt Petersburg, var från 1682 till 1725 tsar och storfurste av Ryssland och från 1721 till 1725 Ryska imperiets första kejsare. Han räknas fortfarande som en av Rysslands mest framgångsrika politiker och nationalhjälte.

## Biografi

### Barndom
Peter var son till tsar Aleksej I Michajlovitj och dennes andra hustru; Natalja Narysjkina. Med sin första hustru hade Aleksej fått fem söner och åtta döttrar, men endast två söner levde när Peter föddes. När Aleksej I dog tog hans äldste överlevande son Fjodor III över makten, men när denne dog barnlös 1682 ansåg bojarerna att den sextonårige brodern Ivan V och den tioårige halvbrodern Peter gemensamt skulle bli hans efterträdare. Peter och Ivan var samregenter från 1682 fram till Ivans död 1696.
Från tidig ålder lades Peters unika utbildning (beställd av tsar Aleksej I) i händerna på flera lärare, bland vilka märks Nikita Zotov, Patrick Gordon och Paul Menesius. Under den sjuklige Fjodor III:s regeringsperiod styrdes Ryssland i stort sett av Artamon Matvejev, en upplyst vän till Aleksej, politiskt överhuvud över Narysjkin-familjen och en av Peters främsta välgörare under barndomen. Detta ändrades när Fjodor dog sex år senare, år 1682. Då Fjodor inte efterlämnade några barn uppstod en fejd mellan familjerna Narysjkin och Miloslavskij om vem som skulle ärva tronen. Peters andre halvbror, Ivan V, stod i tur att ta över tronen, men han var kroniskt sjuk och svagsint. Följaktligen valde bojarduman (rådet av adelsmän) Peter till tronarvinge, och hans mor till regent till dess Peter blivit gammal nog. Detta beslut fördes fram till Moskvas folk, som traditionen bjöd, och folket godkände det. Men en av Aleksejs döttrar från första giftet, Sofia Aleksejevna, ledde ett uppror bland Rysslands elitsoldater, streltserna. I den följande konflikten, streltserupproret 1682, mördades ett antal av Peters släktingar och vänner, däribland Matvejev, och Peter blev ögonvittne till dessa politiska våldsamheter.

### Ungdom
Streltser-upproret i april-maj 1682 möjliggjorde för Sofia, Miloslavskijs (Ivans familj) och deras allierade att kräva att Peter och Ivan utropades till samregenter, med Ivan som den äldste och främste. Sofia hade den egentliga makten. En besynnerlighet var det stora hål som skars ut i den dubbelsitsiga tronen som Peter och Ivan använde. Sofia satt bakom tronen och lyssnade när Peter talade med adeln, och försåg honom med information och svar till frågor och problem. Denna tron kan beskådas i Kreml-museet i Moskva. Under sju år regerade Sofia som envåldshärskare.
Peter brydde sig inte så mycket om att andra styrde i hans namn. Hans tidsfördriv var båtbyggeri och segling, liksom att leda låtsasslag med sin leksaksarmé.
Sommaren 1689 planerade Peter att ta makten från sin halvsyster Sofia, vars sits försvagats på grund av två ofruktsamma fälttåg på Krim. När hon förstod hans planer började Sofia konspirera med ledarna för streltserna, som hela tiden skapade oreda och misstycke mot tsaren. Olyckligtvis för Sofia varnades Peter av streltserna. Han flydde mitt i natten till det ointagliga Troitskij-klostret, där han långsamt samlade sina anhängare, aristokrater och andra som förstod att han kunde vinna maktkampen. Sofia störtades därmed och Peter I och Ivan V kunde fortsätta att samregera. Peter tvingade Sofia att gå i kloster där hon gav upp sitt namn och sin position som medlem av tsarfamiljen.
Peter kunde dock inte ta kontroll över Rysslands affärer. Makten utövades i stället av hans mor, Natalja Naryshkina. Det var först när hon dog år 1694 som Peter blev oberoende härskare. Formellt var Ivan fortfarande samregent men utan att utöva någon faktisk makt. Peter blev ensam regent när Ivan avled år 1696.
Peter blev mycket lång som vuxen, speciellt efter den tidens mått. Med sina 203 cm var den ryske tsaren bokstavligt ett huvud högre än sina samtida, både i Ryssland och övriga Europa. Peter saknade dock vikt och omfång som motsvarade hans längd. Både hans händer och fötter var små och hans axlar relativt smala precis som hans huvud var litet för hans längd. Dessutom hade han tydliga ansiktsryckningar och, att döma av efterlämnade beskrivningar, kan han ha lidit av petit mal, en form av epilepsi.
Filippo Baltari, en ung italienare som besökte Peters hov, skrev:
| ” | Tsar Peter var lång och smal, snarare än kraftig. Hans hår var tjockt, kort och mörkbrunt; han hade stora ögon, svarta med långa fransar, en välskapt mun, men underläppen var lätt deformerad... För sin stora längd verkade fötterna vara mycket smala. Hans huvud ryckte ibland åt höger. | „ |

Förutom detta, att döma av dokumentation - eller bristen på dokumentation - som lyckats överleva till idag, både inom och utanför Ryssland, var det få samtida som beskrivit Peters anmärkningsvärda längd eller utseende.

### Peter den stores reformer
Peter ville omforma Ryssland till en modern, västerländsk stat. Under början av 1700-talet genomförde han stora reformer för att närma Ryssland till västvärlden. Dessa reformer fick stor betydelse för överklassens vardag; deras klädsel, vanor, sociala liv och utbildning förändrades. Männen fick raka sina skägg och bära europeiska dräkter, hur olämpliga ur klimatsynpunkt de än var. Kvinnorna tvingades träda fram ur sin isolerade ställning och visa sig för världen; de befalldes att infinna sig på offentliga fester. Ryssar skickades till Västeuropa för att studera och man lärde sig främmande språk i större utsträckning.
Skolor inrättades, men deras ändamål var inte, som de gamla klosterskolornas, att lära ut kunskaper i latin, grekiska eller teologi, utan i läsning och matematik, och för övrigt erbjuda fackutbildning av olika slag. Adeln rycktes upp ur sin overksamhet och pressades till arbete inom hären eller förvaltningen. Peter delade upp ämbetsmännen i 14 rangklasser och rangen, inte förfädernas ställning, blev bestämmande för adelsmannens plats i samhället. Bojarrådet upplöstes och vojevodförvaltningen avskaffades, en senat inrättades, likaså kollegier (ministerier med kollegial organisation). Skatteväsendet reformerades. Städerna fick särskild kollegial förvaltning. Som ett resultat av överklassens nya vanor uppstod en enorm kulturell klyfta mellan adeln och allmogen.
Alla hinder och allt motstånd mot reformerna undanröjdes. Streltserupproret 1698 slogs ned med tusentals avrättningar som följd. Då Peter fruktade att patriarken skulle kunna kasta sitt moraliska anseende i vågskålen till nackdel för reformerna lämnade han efter patriarken Adrians död 1700 dennes plats obesatt. Peter upphävde slutligen hela patriarkatet och ställde ett kollegium, den heliga synoden i spetsen för kyrkoförvaltningen. Motstånd från andra håll slogs skoningslöst ned – ett hemligt kansli upprättades för att bekämpa reformens motståndare.
Peter lät år 1712 göra Sankt Petersburg till Rysslands nya huvudstad, istället för det folkrikare men "modernt fattigare" Moskva.
Peter hade ett stort fokus på praktisk nytta. Prästerna skulle i kyrkan fira hans segrar eller rättfärdiga hans åtgärder – till och med teaterföreställningar skulle användas i detta syfte. Hans stora projekt att översätta utländsk litteratur skulle snabbast möjligt fylla de gapande luckorna i Rysslands bildningsliv, därav ensidigheten i urvalet av vad som skulle översättas: framför allt historiska, rättsvetenskapliga, geografiska, matematiska och nautiska arbeten. Skönlitteraturen gynnade Peter däremot inte och han hade inte ens någon hovpoet. Likväl lades nu fröet till hela den senare ryska utvecklingen; Peter lät översättarna använda det ryska talspråket i stället för det stela, oformliga, obegripliga kyrkospråket, och banade på så sätt väg för det ryska språket inom litteraturen. Han moderniserade även de ryska bokstäverna, det äldre kyrilliska alfabetet bibehölls endast för kyrklig litteratur. Peter var också den förste tsaren som grundade en akademi, som inte enbart skulle verka för vetenskaplig forskning utan också för översättning och undervisning.
Mot slutet av sin regeringstid oroades Peter över tronföljdsordningen. Den rättmätige arvingen, enligt förstfödslorätten, var den sexårige storfursten Peter, son till Aleksej. Peter bestämde sig emellertid för att förbigå honom till förmån för sin älskade gemål Katarina, vilket utropades i en förordning (ry. ustav) år 1722. Den gamla vanan hade hittills ansett att den först födde av manligt kön hade rätt till kronan; Peters nymodighet fördömde förstfödslorätt över huvud taget som en enfaldig, farlig och till och med kättersk vana av tvivelaktigt ursprung. Förordningen var dock blott ett första steg mot en ännu sensationellare nyhet. Peter hade beslutat kröna sin gemål till kejsarinna, och den 15 november utfärdade han ett andra manifest där det något omständligt förklarades varför han vidtog ett så ovanligt steg. Att han skulle ha övervägt någon förklaring över huvud taget visar att han kände att han beträdde farlig mark. Hela riket lyssnade bestört till deklarationen. Kröning av en kvinna var i ryssarnas ögon i sig en skandalös uppfinning och den föreslagna kröningen var dubbelt skandalös med tanke på Katarinas bakgrund (se Katarina I). Men Peter fick som han ville och ceremonin ägde rum i Moskva med ovanligt stor pompa och ståt den 7 maj 1724.

### Stora nordiska kriget
Peter deltog i anfallsförbundet mot Sverige 1699 men besegrades av Karl XII vid Narva år 1700 efter det att Danmark-Norge besegrats. Han bidrog med en del styrkor som stred mot Karl XII i Polen 1701–1707 och erövrade 1703 Ingermanland där han anlade staden Sankt Petersburg, namngiven efter hans namnhelgon Sankt Peter.

#### Peter I:s militära med- och motgångar efter Narva
Efter Narva fick Peter andrum till att modernisera armén, och det skulle snart visa sig avgörande. År 1707 tågade Karl XII emot Ryssland med en stor karolinsk här på 35 000 man. En rysk armé sändes ut men besegrades i slaget vid Holowczyn, Karl XII:s favoritseger. Karolinerna fortsatte mot Moskva, men ryssarna använde sig av den brända jordens taktik som tillsammans med den ryska vinterkylan innebar en katastrof för den svenska armén. Karl XII sökte sig söderut för att komma i kontakt med kosackhövdingen Ivan Mazepa, men tsar Peters nya armé besegrade Mazepas armé på 40 000 man innan denne hunnit förena sig med Karl XII:s armé. En livländsk här på 15 000 man som sändes till undsättning blev också den besegrad av Peter I. Den ursprungliga svenska armén hade krympt till 25 000 man, och de var uthungrade, trötta och nedsatta. För att locka till sig och slå den ryska armén belägrade karolinerna Poltava i Lillryssland. Tsar Peter anlände och lyckades besegra Karl XII i slaget vid Poltava den 28 juni 1709. Det svenska nederlaget torde bero på att Karl XII var sårad och därför inte kunde leda styrkorna, att de två andra som skulle leda styrkorna inte kunde komma överens samt en förkrossande numerär underlägsenhet (endast 17 000 svenskar mot över 40 000 ryssar).
Slaget vid Prut kunde slutat med tsar Peters fullständiga nederlag och fångenskap då ryssarna inringades av de med Sverige lierade osmanerna. Karl XII red i sporrsträck för att kunna förklara sig och osmanerna som segrare men hann inte fram förrän den mot Karl XII fientligt inställde storvesiren Mehemed Baltadsji hade slutit en snöplig fred i juli 1711. Att Peter köpte sig fri med Katarinas juveler är en troligare orsak än storvesirens prat om barmhärtighet för att glädja Allah.
År 1714 hade tsar Peter erövrat Livland, Estland, Ingermanland, Kexholm, Karelen och hela Finland. Emellertid utrymde ryssarna Finland då freden skrevs på sju år senare, dessa sju år kallas den stora ofreden.

#### Följden av den ryska segern
Efter segern vid Poltava steg Rysslands anseende och blev en stormakt, medan Sverige tappade internationell tyngd. Stora nordiska kriget varade 1700–1721 och med freden i Nystad 1721 mellan Sverige och Ryssland, erhöll Ryssland officiellt Ingermanland samt Estland och svenska Livland (motsvarande dagens Estland och Lettland ner till Riga).

### Äktenskap och barn
Peter hade två fruar med vilka han fick fjorton barn men endast tre av dessa nådde vuxen ålder. 
Peters mor arrangerade hans första äktenskap år 1689, med den ryska adelsdamen Jevdokija Lopuchina, med vilken han fick sonen Aleksej, far till den blivande tsaren Peter II. 
Aleksej misstänktes 1718 för inblandning i en plan att störta kejsaren. Aleksej ställdes inför sekulär domstol, erkände under tortyr och dömdes till döden. Straffet kunde dock endast verkställas med Peters skriftliga godkännande, och Aleksej dog i fängelse eftersom Peter tvekade att fatta beslutet. Aleksejs död var troligen ett resultat av skador från tortyren.
Äktenskapet med Jevdokija Lopuchina var ett misslyckande och vid tiden för Aleksejs döds anklagades hon för äktenskapsbrott. Peter tvingade henne att bli nunna och befriade sig därigenom från föreningen. Ett liknande öde gick Peters vackra älskarinna, Anna Mons, till mötes år 1704.
Efter att ha skilts från sin första hustru gifte han om sig med sin älskarinna, den blivande kejsarinnan Katarina I; de fick döttrarna Anna Petrovna, mor till den blivande tsaren Peter III, och den blivande kejsarinnan Elisabet.

### Död
Under vinter 1723 fick Peter, vars hälsa aldrig varit på topp, problem med utsöndringen och urinblåsan. Sommaren 1724 utförde läkare den nödvändiga operationen som släppte ut strax under två kilo blockerat urin. Peter blev sängliggande till senhösten. Första veckan i oktober, rastlös och säker på att han var botad, gav sig Peter ut på en längre inspektionstur av olika projekt. Enligt historien var det i november när Peter var i Lachta vid Finska viken för att inspektera några järnverk, som han såg en grupp soldater som höll på att drunkna en bit från land. Han vadade ut i det iskalla vattnet med vatten upp i höfthöjd och räddade soldaterna.
Efter räddningen i det isiga vattnet sägs Peters problem med urinblåsan ha förvärrats och sedermera lett till hans död den 8 februari 1725. Historien har dock mötts med skepsis hos historiker. De påpekar att den tyske krönikören Jacob von Stählin är den enda källan för historien och att ett sådant hjältedåd inte skulle ha dokumenterats av någon annan verkar osannolikt. Detta och tidsintervallet mellan händelsen och Peters död verkar utesluta någon direkt koppling. Historien kan dock innehåll något korn av sanning.
Tidigt i januari 1725 drabbades Peter återigen av uremi. Historien säger att innan Peter föll in i medvetslöshet bad han om ett papper och en penna och skrev en oavslutad mening: "Lämna allt till..."; sedan, utmattad av ansträngningen, bad han att hans dotter Anna skulle tillkallas .
Peter dog mellan klockan fyra och fem på morgonen den 8 februari 1725. En obduktion visade att hans urinblåsa var infekterad av kallbrand. Han var 52 år och 7 månader gammal när han dog och hade regerat i 42 år.
Peter ärvde ett outbildat, otränat, ociviliserat och vidskepligt land. I stora drag bytte Peter den store tradition till fördel för modernisering, och det var en modernisering som hjälpte Ryssland bli en av de konkurrerande makterna i Europa.

## Övrigt
Asteroiden 2720 Pyotr Pervyj är uppkallad efter honom.